# Sarcotesta

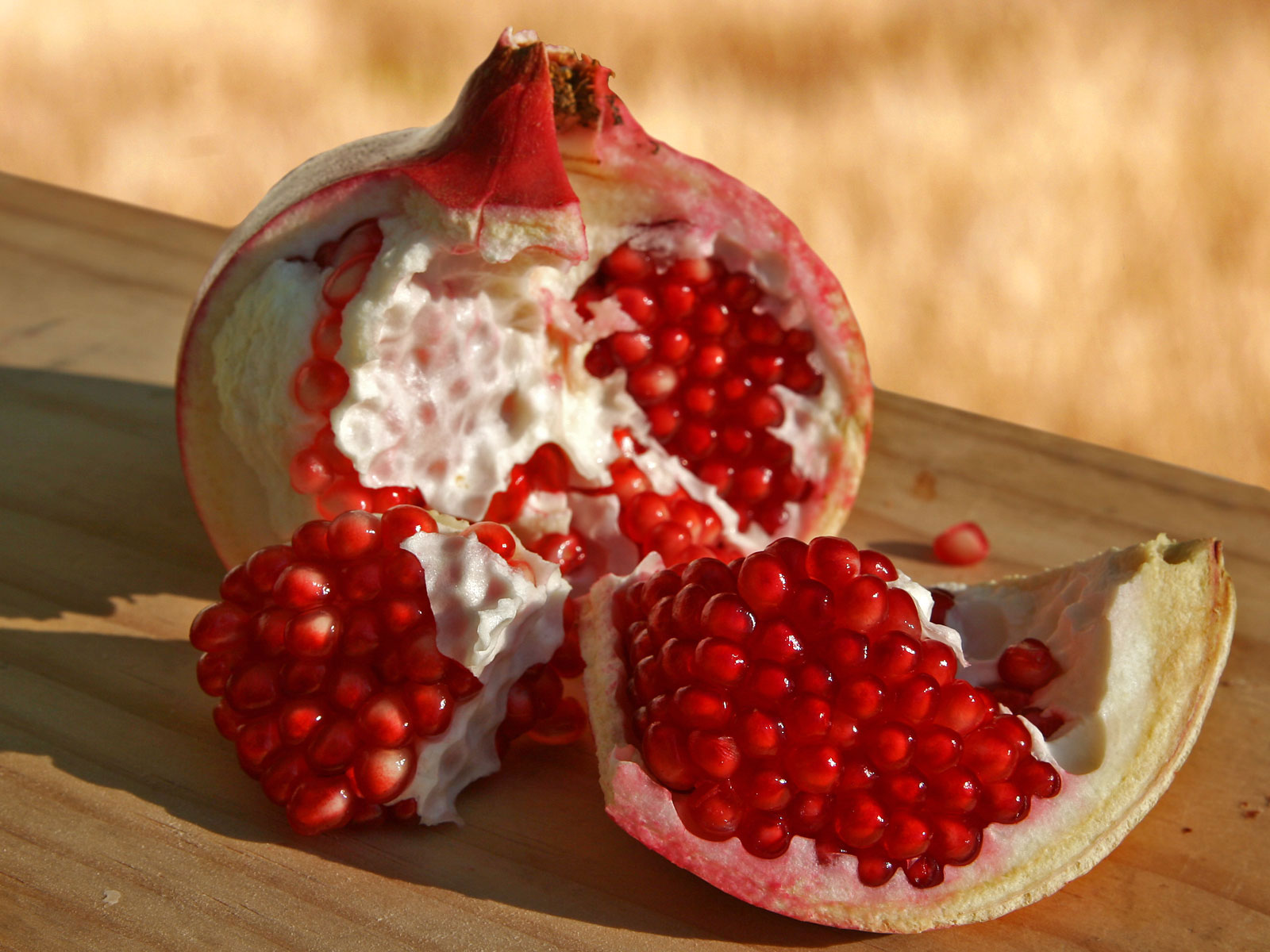
Semi di melograno

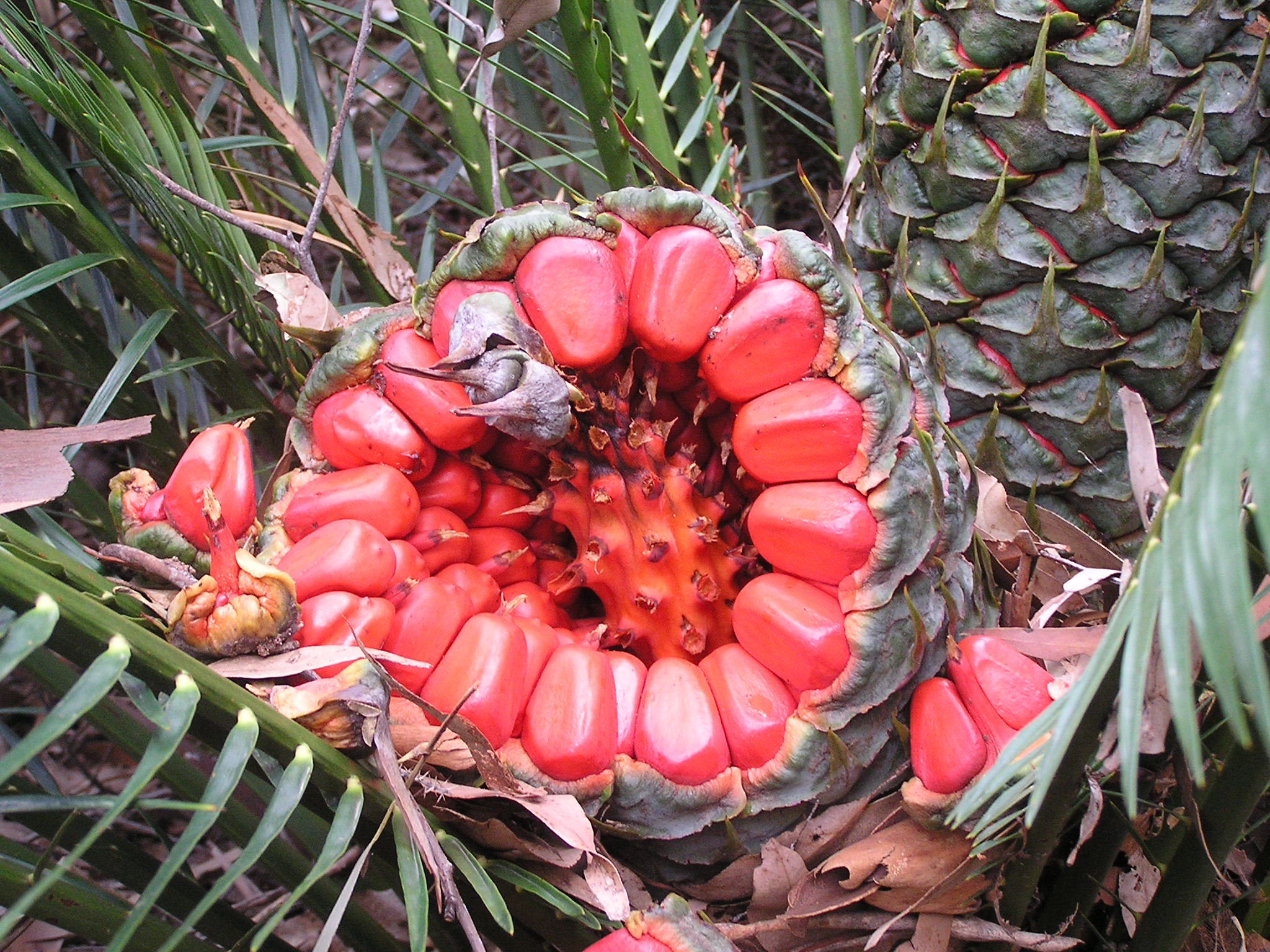
Semi di Cycad (Macrozamia communis)

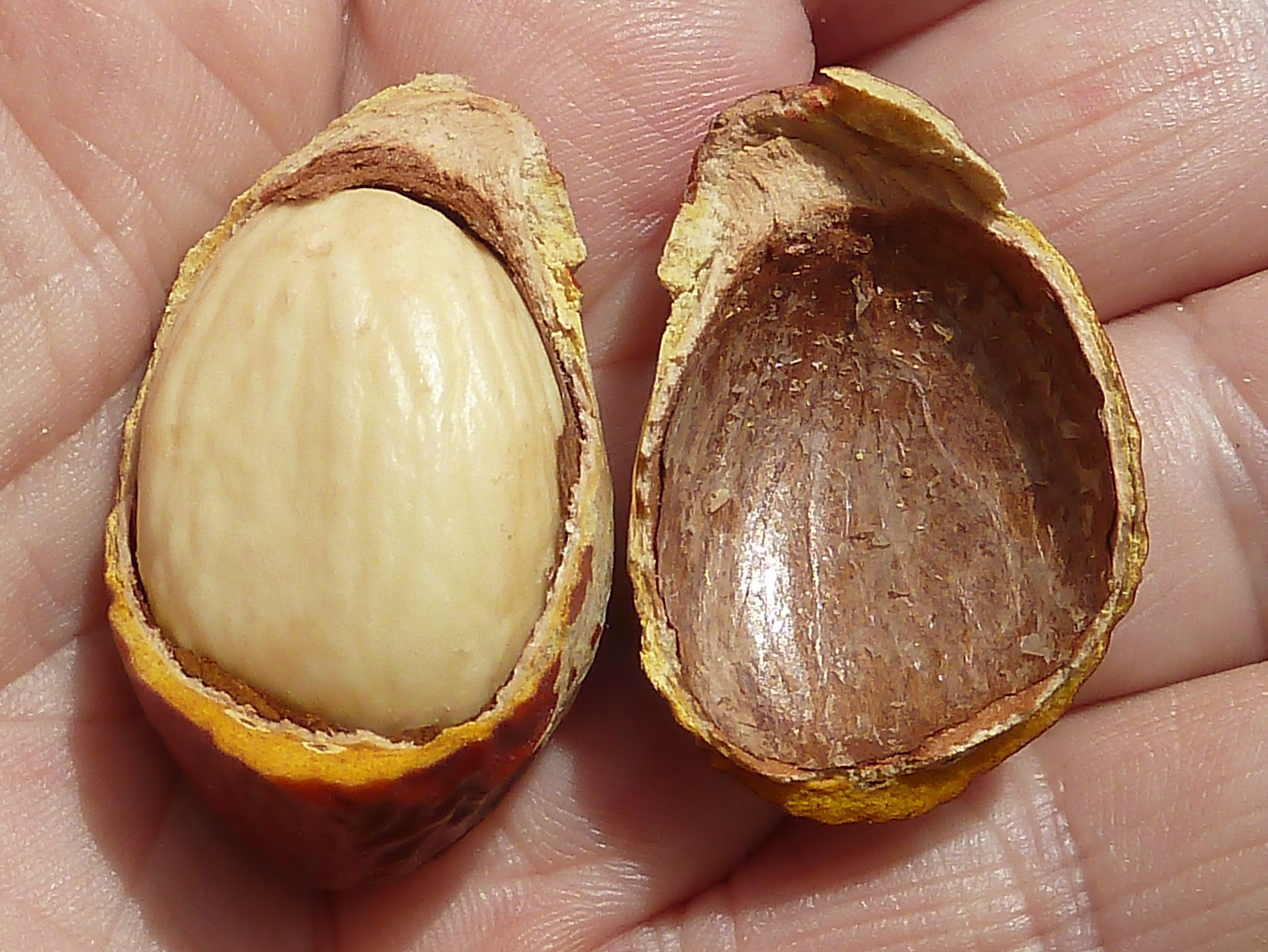
Cycas revoluta aperta con la testa a tre strati: la sarcotesta esterna di colore rossiccio, la sclerotesta nel mezzo indurita e l'endotesta interna fibrosa. Coltivazione ornamentale in provincia di Alicante (Spagna).

La sarcotesta è la parte esterna carnosa del tegumento di alcuni tipi di semi, in particolare in piante primitive come il ginco. È contrapposta a una parte interna più dura, detta sclerotesta.
Esempi di semi con sarcotesta sono il melograno e alcuni semi di cicadofite. Nel primo caso essa è costituita da cellule epidermiche derivate dal tegumento e non ci sono arilli su questi semi.